# Placodoma diaphracta
Placodoma diaphracta är en fjärilsart som beskrevs av Edward Meyrick 1922. Placodoma diaphracta ingår i släktet Placodoma och familjen säckspinnare. Inga underarter finns listade i Catalogue of Life.